# (24250) Luteolson
(24250) Luteolson est un astéroïde de la ceinture principale.

## Description
(24250) Luteolson est un astéroïde de la ceinture principale. Il fut découvert le 4 décembre 1999 aux Monts Santa Catalina par le projet CSS. Il présente une orbite caractérisée par un demi-grand axe de 2,40 UA, une excentricité de 0,19 et une inclinaison de 4,0° par rapport à l'écliptique.

## Compléments